# Nans Peters
Nans Peters (Grenoble, 12 de março de 1994) é um ciclista francês, membro da equipa AG2R Citroën Team.

## Palmarés
- 2019
  - 1 etapa do Giro d'Italia[2]

- 2020
  - 1 etapa do Tour de France

## Resultados em Grandes Voltas e Campeonatos do Mundo
| Corrida            | Corrida            | 2017 | 2018 | 2019 | 2020 | 2021 |
| ------------------ | ------------------ | ---- | ---- | ---- | ---- | ---- |
|                    | Giro d'Italia      | —    | —    | 61.º | —    | —    |
|                    | Tour de France     | —    | —    | —    | 65.º | Ab.  |
|                    | Volta a Espanha    | —    | 72.º | —    | 36.º | —    |
| Mundial em Estrada | Mundial em Estrada | —    | —    | —    | Ab.  | —    |

—: não participa

Ab.: abandono